# Brigitte, Laura, Ursula, Monica, Raquel, Litz, Maria, Florinda, Barbara, Claudia e Sofia, le chiamo tutte "anima mia"
Pour plus de détails, voir Fiche technique et Distribution.
Brigitte, Laura, Ursula, Monica, Raquel, Litz, Maria, Florinda, Barbara, Claudia e Sofia, le chiamo tutte "anima mia", est une comédie policière italienne réalisée par Mauro Ivaldi et sortie en 1974.

## Synopsis
Franco Donati, homme à femmes endurci, décide d'épouser sa dernière flamme, Francesca. La nouvelle, publiée dans les journaux locaux, bouleverse nombre de ses anciennes conquêtes. Avant le mariage, Franco reçoit des menaces de mort anonymes. Le jour du mariage, l'homme mal intentionné réapparaît, mais il est démasqué par le commissaire Marzoli : à son grand étonnement, il s'agit de Carlo, animé par la jalousie du succès féminin de son ami Franco.

## Fiche technique

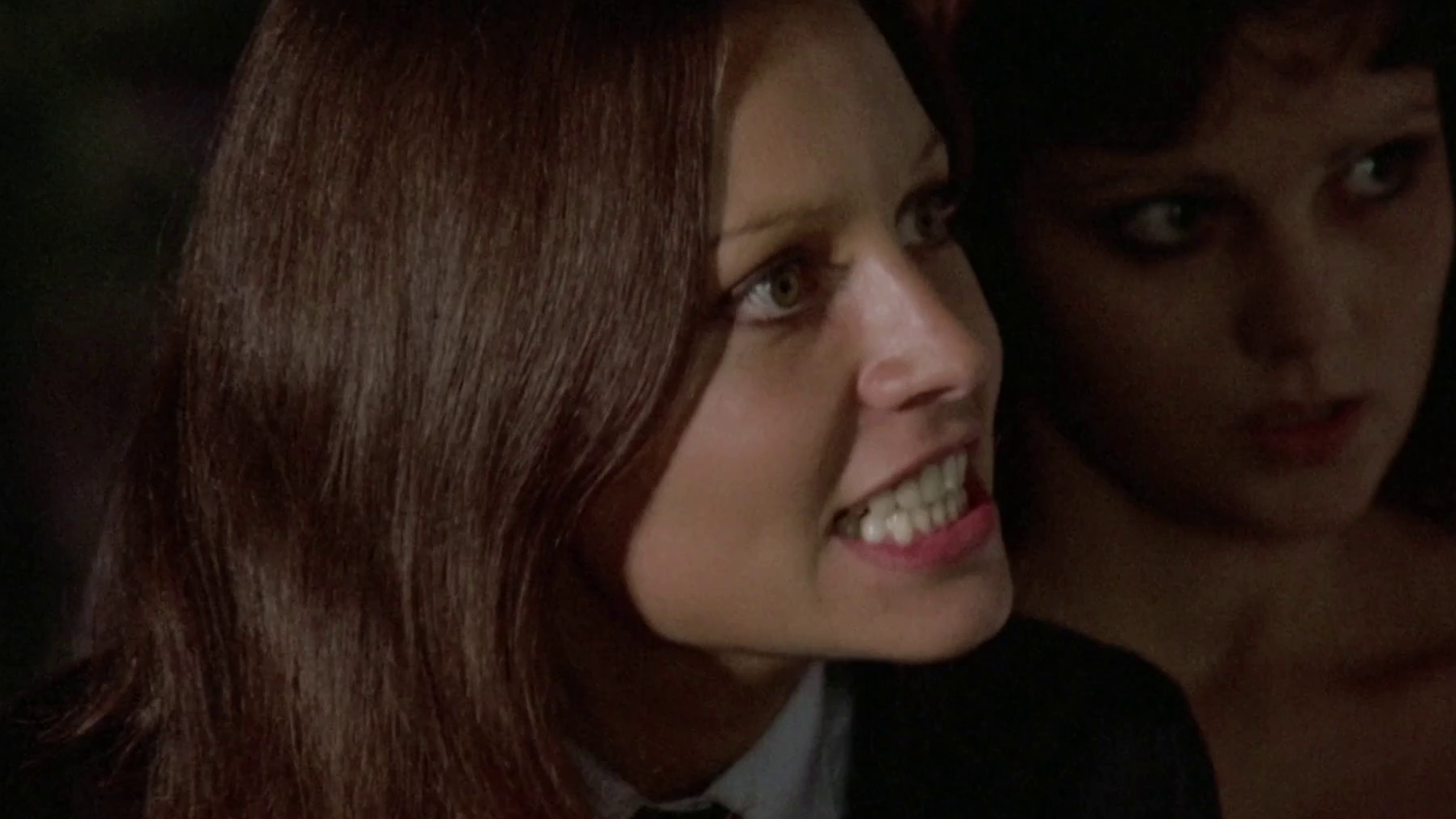

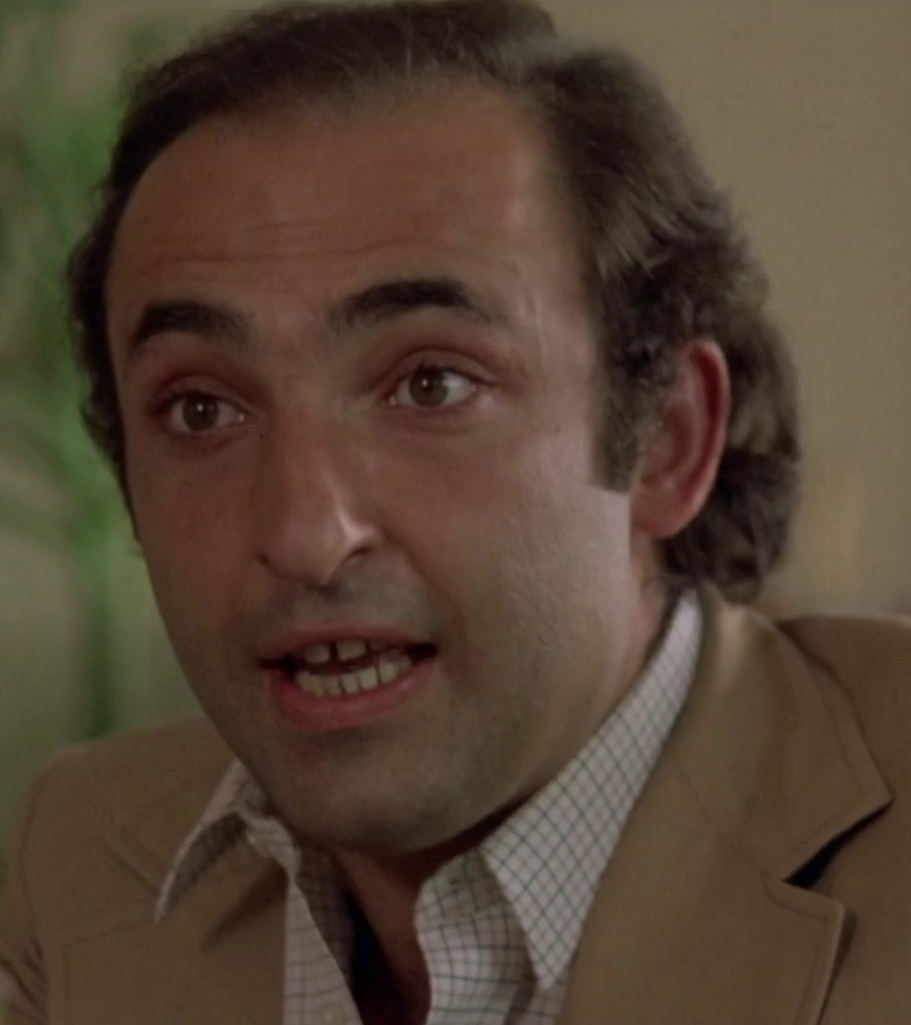
Alessandro Haber.

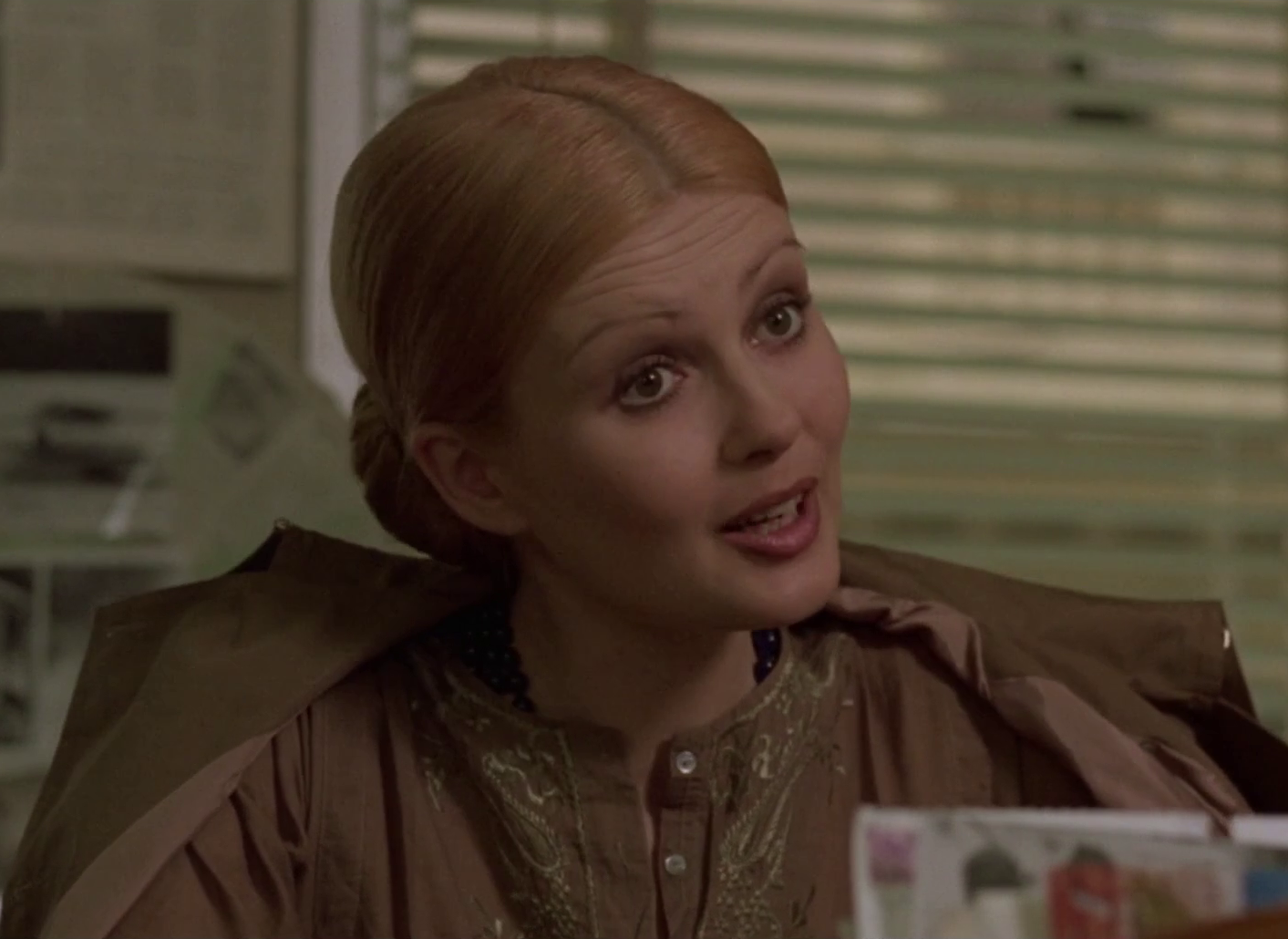
Pamela Tiffin.

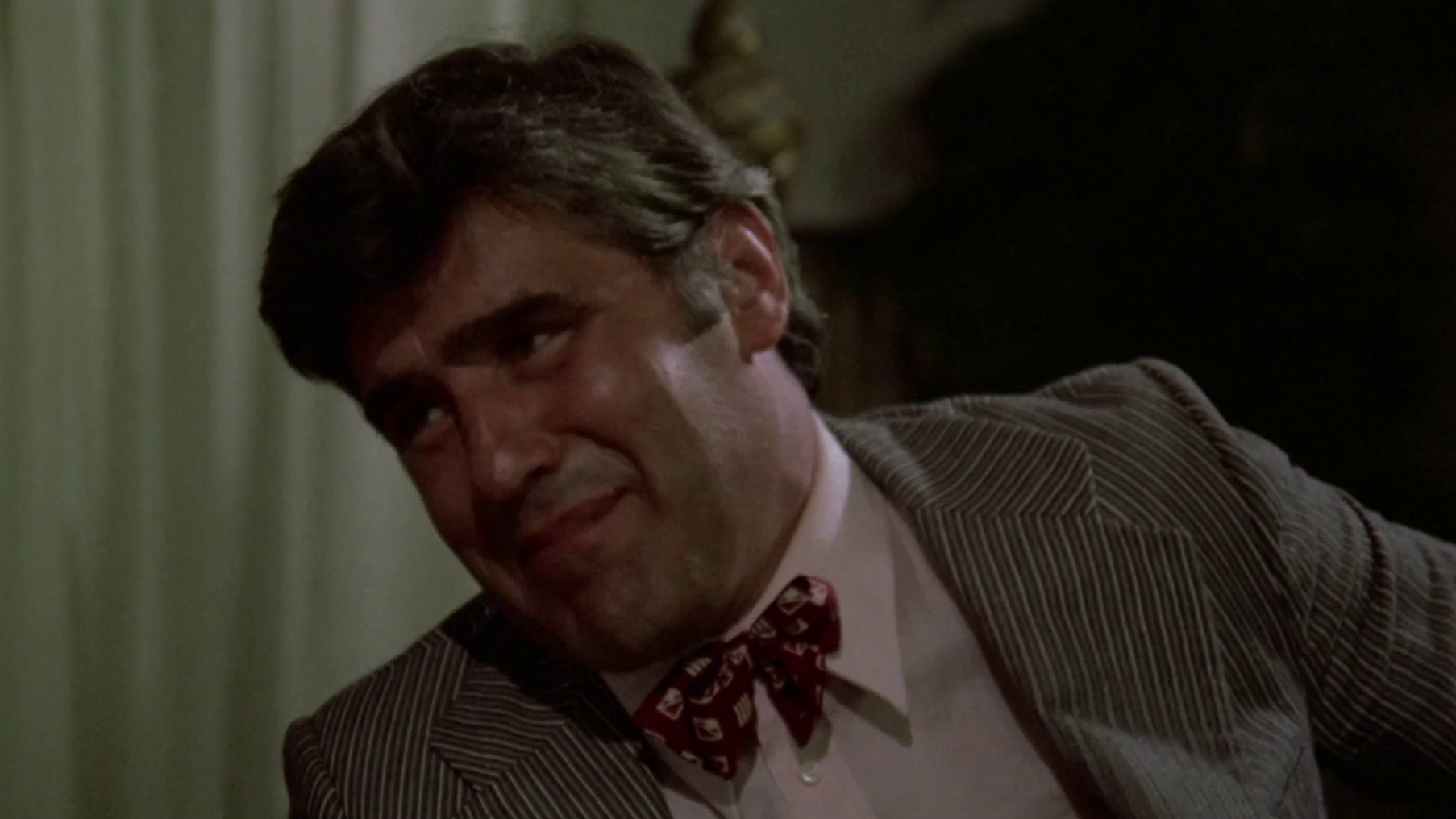
Mario Adorf.

- Titre original italien : Brigitte, Laura, Ursula, Monica, Raquel, Litz, Maria, Florinda, Barbara, Claudia e Sofia, le chiamo tutte "anima mia"[1]
- Réalisation : Mauro Ivaldi
- Scenario : Castellano et Pipolo
- Photographie :	Aristide Massaccesi
- Montage : Alessandro Lucidi (it)
- Musique : Franco Pisano
- Décors : Claudio Cinini (it)
- Costumes : Fabrizio Caracciolo
- Maquillage : Pier Antonio Mecacci (it), Piero Mecacci
- Société de production : Tregar Cinematografica
- Pays de production :  Italie
- Langue originale : italien
- Format : couleurs - Son mono - 35 mm
- Durée : 102 minutes
- Genre : comédie policière
- Dates de sortie :
  - Italie : 24 janvier 1974

## Distribution
- Orazio Orlando : Franco Donati
- Pamela Tiffin : journaliste Paola
- Carmen Villani : Francesca Tornabuoni
- Alessandro Haber : Carlo, l'ami de Franco
- Edmonda Aldini : la tante de Franco
- Gigi Ballista : Filippo Tornabuoni, le père de Francesca
- Mario Adorf : le commissaire Egisto Marzoli
- Monica Monet :
- Elena Veronese :
- Angela Covello :
- Gisela Getty :
- Dina Adorni :
- Luigi Pizzotti :
- Anna Zinnerman :
- Federico Boido (sous le nom de « Rick Boyd ») :
- Luigi Antonio Guerra :
- Teresa Rossi Passante :
- Claudio Giorgiutti :
- Omero Capanna (non crédité) : conducteur
- Pietro Zardini (non crédité) : tailleur
- Aristide Massaccesi (caméo) : marchand de journaux